# Adolf Schmal
Adolf Schmal (18 de septiempre de 1872-28 de agosto de 1919) fue un deportista austríaco que compitió en ciclismo en la modalidad de pista.
Participó en los Juegos Olímpicos de Atenas 1896, obteniendo tres medallas: oro en la carrera de 12 horas, bronce en contrarreloj y bronce en 10 km.

## Medallero internacional
| Juegos Olímpicos | Juegos Olímpicos | Juegos Olímpicos  | Juegos Olímpicos    |
| Año              | Lugar            | Medalla           | Competición         |
| ---------------- | ---------------- | ----------------- | ------------------- |
| 1896             | Atenas (Grecia)  | Medalla de oro    | Carrera de 12 horas |
| 1896             | Atenas (Grecia)  | Medalla de bronce | 10 km               |
| 1896             | Atenas (Grecia)  | Medalla de bronce | Contrarreloj        |